# Rosička (okres Žďár nad Sázavou)
Rosička (německy Rositschka) je obec v okrese Žďár nad Sázavou v kraji Vysočina. Žije zde 45 obyvatel. Rozkládá se po obou stranách historické zemské hranice Čech a Moravy, přičemž na Moravu zasahuje pouze parcelou č. 42, jež původně náležela k sousednímu katastrálnímu území Matějov.

## Historie
První písemná zmínka o obci pochází z roku 1356.
| Rok            | 1869 | 1880 | 1890 | 1900 | 1910 | 1921 | 1930 | 1950 | 1961 | 1970 | 1980 | 1991 | 2001 | 2012 |
| Počet obyvatel | 136  | 116  | 122  | 134  | 148  | 148  | 127  | 105  | 95   | 85   | 82   | 54   | 49   | 55   |

## Pamětihodnosti
- Kaplička
- Dům čp. 4
- Západně od obce rozhledna Rosička na nápadném stejnojmenném vrchu (nachází se ve výběžku sousedního k. ú. Sázava u Žďáru nad Sázavou)